# Transmissiomètre

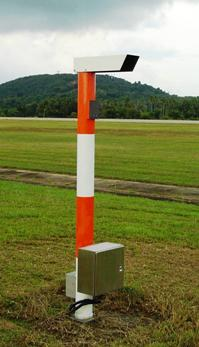
Transmissiomètre de portée visuelle de piste dans un aéroport

Un transmissiomètre (parfois transmissomètre) est un instrument de mesure de la visibilité enregistrant l'atténuation d'un faisceau de lumière traversant un fluide sur une certaine distance. Le faisceau concentré, en général émis par un laser, traverse le milieu et est capté en fin de trajet par un récepteur dont l'angle de vision est restreint à la direction de la source du faisceau. Les transmissiomètres sont utilisés principalement en météorologie aéronautique, mais ils trouvent des applications dans d'autres domaines comme l’océanographie.

## Principe
La visibilité est calculée en utilisant le coefficient d'extinction sur la distance connue séparant les deux instruments ; coefficient dépendant de la longueur d'onde utilisée. En général, les transmissiomètres mesurant la visibilité dans l'atmosphère utilisent une longueur d'onde d'environ 550 nanomètres, sensiblement au milieu du spectre visible. On peut retrouver une série de transmissiomètres, chaque paire émetteur-récepteur séparée de 30 à 50 mètres, le long d’une piste d’aéroport afin de capter les variations de la visibilité le long de celle-ci,.
L’Organisation météorologique mondiale considère que la visibilité maximale est la longueur du trajet que doit effectuer dans l’atmosphère un faisceau de rayons lumineux parallèles, émanant d’une lampe à incandescence, à une température de couleur de 2 700 K, pour que l’intensité du flux lumineux soit réduite à 0,05 fois sa valeur originale; il s'agit de la portée optique météorologique,. Un transmissiomètre doit posséder une telle sensibilité.

## Types

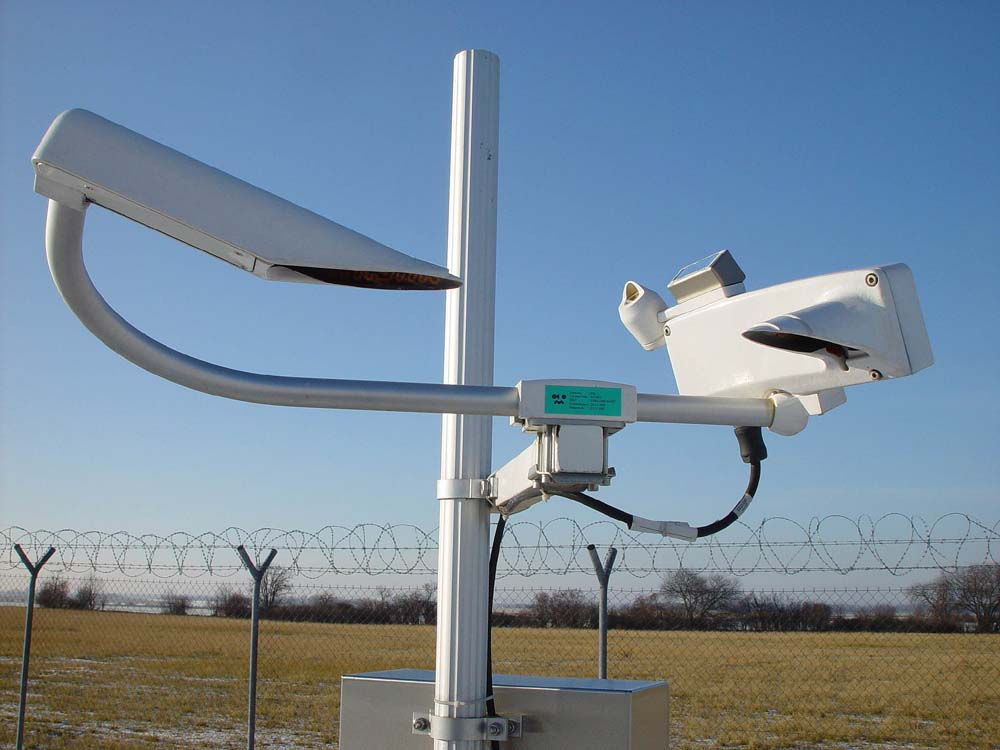
Diffusomètre, comme celui, ajouté au EMOR

Le transmissiomètre de piste est placé dans l'axe d'une piste d'aéroport. La distance entre l'émetteur et le récepteur peut varier grandement selon la génération de l'instrument mais est en général de plusieurs dizaines de mètres. Il permet d'estimer la portée visuelle de piste pour les pilotes d'avions.
Les transmissiomètres de type EMOR (Extended Meteorological Optical Range) sont plus récents. Un diffusiomètre est placé sur le même mât que l’émetteur transmissomètre. Il mesure la diffusion latérale de la lumière par les particules contenues dans l'air ; celle-ci étant proportionnelle à la visibilité. Les données indépendantes des deux appareils augmentent la fiabilité de la mesure et servent d'auto-étalonnage. Selon un manufacturier, l’EMOR peut être précis jusqu'à 80 km même si la distance entre l’émetteur et le récepteur du transmissomètre n’est que de 30 centimètres.